# (24903) 1997 AS22
(24903) 1997 AS22 est un astéroïde de la ceinture principale d'astéroïdes découvert en 1997.

## Description
(24903) 1997 AS22 a été découvert le 11 janvier 1997 à la station de Xinglong, dans la province chinoise d'Hebei (Chine), par le Beijing Schmidt CCD Asteroid Program.

### Caractéristiques orbitales
L'orbite de cet astéroïde est caractérisée par un demi-grand axe de 2,36 UA, un périhélie de 2,24 UA, une excentricité de 0,05 et une inclinaison de 6,80° par rapport à l'écliptique. Du fait de ces caractéristiques, à savoir un demi-grand axe compris entre 2 et 3,2 UA et un périhélie supérieur à 1,666 UA, il est classé, selon la JPL Small-Body Database, comme objet de la ceinture principale d'astéroïdes.

### Caractéristiques physiques
(24903) 1997 AS22 a une magnitude absolue (H) de 13,7 et un albédo estimé à 0,312.